# Ringstedgård
Ringstedgård var i middelalderen en hovedgård, senere kom den ind under Torpegård. Gården ligger i Sønder Nærå Sogn, Åsum Herred, Odense Amt, Faaborg-Midtfyn Kommune. Hovedbygningen er opført i 1861
Ringstedgård Gods er på 102,1 hektar

## Ejere af Ringstedgård
- (1500-1536) Jens Andersen Beldenak
- (1535-1600) Kronen
- (1600-1613) Anders Albrechtsen
- (1613-1615) Jytte Bild gift Banner
- (1615-1627) Niels Ottesen Banner / Ejler Ottesen Banner
- (1627-1645) Iver Vind
- (1645-1668) Christian Iversen Vind
- (1668-1673) Anne Iversdatter Vind gift von der Kuhla
- (1673-1693) Mette von der Kuhla gift Banner
- (1693-1704) Mette Gyldenstierne gift Bille
- (1704-1724) Axel Knudsen Bille
- (1724-1738) Peder Hovenbeck
- (1738-1741) Johan de Voss
- (1741-1751) Bonde Simonsen
- (1751-1761) Bendix Ludvig von Pflueg
- (1761-1802) Vincens Steensen
- (1802-1832) Hans Henrik Otto Steensen
- (1832-1880) Rasmus Jacobsen
- (1880-1942) Niels Jacobsen
- (1942-1989) Vilhelm Jacobsen
- (1989-) Niels Jacobsen